# Carmine Stallone
Carmine Antonio Maria Stallone (Rodi Garganico, 8 ottobre 1943) è un politico italiano, ex presidente della Provincia di Foggia.

## Biografia
Laureato in medicina, specializzato in cardio-reumatologia e in nefrologia medica, è stato primario della divisione di nefrologia e dialisi alla "Casa Sollievo della Sofferenza" di San Giovanni Rotondo. Dal 1992 è presidente provinciale dell'Ordine nazionale dei medici italiani.
È stato eletto Presidente della Provincia nel turno elettorale del 2003 (elezioni del 25 maggio), raccogliendo il 59,2% dei voti in rappresentanza di una coalizione di centrosinistra. Il suo mandato amministrativo è scaduto nel 2008.
Per le elezioni provinciali del 2008 il centrosinistra ha deciso di non ricandidare Stallone, preferendogli il sindaco di Manfredonia Francesco Paolo Campo.
L'ultima seduta del consiglio Provinciale prima di tali elezioni si è tenuta il 13 marzo, in seguito alla quale Stallone si è congedato dallo scranno di Palazzo Dogana e durante la campagna elettorale ha dichiarato il suo appoggio al candidato di centrodestra, Antonio Pepe.